# Echte maki's
Echte maki's (Eulemur) is een geslacht uit de familie der maki's (Lemuridae). Ze worden ook wel de bruine lemuren genoemd. De wetenschappelijke naam van het geslacht werd in 1988 gepubliceerd door Simons & Rumpler. Het zijn primaten die alleen voorkomen op Madagaskar.

## Beschrijving
Deze lemuren zijn slanke dieren den ze zijn gewoonlijk roodbruin gekleurd. Ze zijn 30 tot 50 cm lang en ze wegen twee tot vijf kilogram. Hun staart is even lang als hun lichaam, vaak nog langer.
De echte maki's zijn hoofdzakelijk overdag actief; ze leven in zowel tropisch regenwoud als in meer droge bossen. Ze komen voorleven in groepen van maximaal 15 individuen. Ze bewegen zich lenig klimmend voort in de kronen van bomen, waarbij ze hun staart gebruiken voor het evenwicht. Op de grond lopen ze uitsluitend op vier poten.

## Natuurbescherming
Alle soorten echte maki's zijn in meer of mindere mate bedreigd in hun bestaan. Van de 12 soorten die in 2021 werden onderscheiden zijn er volgens de IUCN vijf soorten kwetsbaar (KW), vier soorten bedreigd (BE) en drie soorten ernstig bedreigd (EB).

## Taxonomie
Er worden 12 soorten tot dit geslacht gerekend:
- Geslacht: Eulemur (Echte maki's) (12 soorten)
  - Soort: Eulemur albifrons – Witkopmaki
  - Soort: Eulemur cinereiceps – Grijskopmaki
  - Soort: Eulemur collaris – Roodkraagmaki
  - Soort: Eulemur coronatus – Kroonmaki
  - Soort: Eulemur flavifrons – Blauwoogmaki
  - Soort: Eulemur fulvus – Bruine maki
  - Soort: Eulemur macaco – Moormaki
  - Soort: Eulemur mongoz – Mongozmaki
  - Soort: Eulemur rubriventer – Roodbuikmaki
  - Soort: Eulemur rufifrons
  - Soort: Eulemur rufus – Roodkopmaki
  -  Soort: Eulemur sanfordi – Sanfords maki